# Haute Autorité de la communication audiovisuelle (France)
Pour les articles homonymes, voir HACA.
La Haute Autorité de la communication audiovisuelle (abrégé en Haute autorité ou HACA) est, entre 1982 et 1986, l'organisme français de régulation de l'audiovisuel. Elle succède à l'organisme uniquement consultatif créé en 1972 Haut Conseil de l'audiovisuel et précède successivement la CNCL, le CSA et depuis le 1er janvier 2022, l'Arcom.

## Historique
La Haute Autorité est créée par la loi du 29 juillet 1982,. Elle est, entre autres missions, « chargée […] de garantir l'indépendance du service public de la radiodiffusion sonore » et de délivrer « les autorisations en matière de service locaux de radiodiffusion sonore par voie hertzienne ». Jeune institution, elle a le pouvoir de décision. À ce titre, c'est elle qui attribue les fréquences des radios privées FM naissantes. C'est aussi durant cette période que sont créées les chaînes de télévision privées, Canal+, La Cinq et TV6.
Elle est composée de neuf membres : trois personnalités désignées par le président de la République, trois par le président de l'Assemblée nationale et trois par le président du Sénat et présidée par la journaliste Michèle Cotta. La Haute Autorité publie un rapport annuel en septembre ; quatre rapports ont été rédigés durant son existence.
En septembre 1986, elle est remplacée par la Commission nationale de la communication et des libertés, créée par une nouvelle loi.

## Liste des membres
Liste des membres nommés le 22 août 1982 et du renouvellement de ces derniers, le 10 août 1985, avec un mandat de trois années.
| Nominations effectuées par                          | le 22 août 1982      | le 22 août 1982    | le 22 août 1982 | le 10 août 1985 |
| Nominations effectuées par                          | pour 3 ans           | pour 6 ans         | pour 9 ans      | pour 9 ans      |
| --------------------------------------------------- | -------------------- | ------------------ | --------------- | --------------- |
| le président de la République, François Mitterrand  | Marcel Huart         | Michèle Cotta      | Paul Guimard    | Raymond Forni   |
| le président du Sénat, Alain Poher                  | Bernard Gandrey-Rety | Gabriel de Broglie | Jean Autin      | Raymond Castans |
| le président de l'Assemblée nationale, Louis Mermaz | Stéphane Hessel      | Daniel Karlin      | Marc Paillet    | Gilbert Comte   |

### Fonds d'archives
- Fonds : Haute Autorité de la communication audiovisuelle (1982-1986). Pierrefitte-sur-Seine : Archives Nationales (présentation en ligne).